# تشارلي برايس
تشارلي برايس (16 مارس 1890 - 7 يونيو 1967)  (بالإنجليزية: Charley Price)‏ هو لاعب كريكت بريطاني (وحمل سابقاً جنسية المملكة المتحدة لبريطانيا العظمى وأيرلندا). لعب مع نادي مقاطعة غلوستر للكريكت ‏.